# Guillermo Billinghurst
Guillermo Enrique Billinghurst Angulo (Arica, 27 luglio 1851 – Iquique, 28 giugno 1915) è stato un politico peruviano di origini britanniche.
È stato Presidente del Perù dal 24 settembre 1912 al 4 febbraio 1914.
È stato Sindaco di Lima (1909 - 1912).